# میلی گیبسون
آملیا ایو گیبسون (زاده ۱۹ ژوئن 2004) یک هنرپیشه انگلیسی است. او بیشتر با نام کلی نیلان در سریال تلویزیونی آی‌تی‌وی خیابان کورونیشن (۲۰۱۹–۲۰۲۲) و روبی ساندی در سریال علمی تخیلی بی‌بی‌سی دکتر هو (۲۰۲۳–اکنون) شناخته می‌شود. گیبسون در ۱۹ ژوئن ۲۰۰۴ در منچستر بزرگ به دنیا آمد. او در کودکی بر اثر افتادن از پله‌ها روی ابروی راستش جای زخم دارد.

## فیلم‌شناسی

### تلویزیون
| سال        | عنوان             | نقش          | یادداشت        | منابع |
| ---------- | ----------------- | ------------ | -------------- | ----- |
| ۲۰۱۷–۲۰۱۸  | جیمی جانسون       | غار ایندیرا  | نقش اصلی       | [ ۳ ] |
| ۲۰۱۷       | عشق، دروغ و سوابق | میا          | قسمت شماره ۱٫۳ | [ ۴ ] |
| ۲۰۱۸       | پروانه            | لیلی دافی    | نقش اصلی       | [ ۵ ] |
| ۲۰۱۹–۲۰۲۲  | خیابان تاج گذاری  | کلی نیلان    | نقش منظم       | [ ۶ ] |
| ۲۰۲۳–اکنون | دکتر هو           | یکشنبه یاقوت | نقش اصلی       | [ ۷ ] |
| TBA        | حماسه Forsyte     | آیرین        | فیلمبرداری     | [ ۸ ] |

### تئاتر
| سال  | عنوان         | نقش       | محل                   | منابع  |
| ---- | ------------- | --------- | --------------------- | ------ |
| ۲۰۱۵ | ایام          | جوی فاستر | تئاتر اولدام کولیسیوم | [ ۹ ]  |
| ۲۰۱۵ | آسایش و شادی  | رحمت      | کارگاه تئاتر اولدام   | [ ۹ ]  |
| ۲۰۱۹ | پروم! موزیکال | لیستت     | تئاتر اولدام کولیسیوم | [ ۱۰ ] |

### رادیو
| سال  | عنوان      | نقش        | تولید          | یادداشت | منابع  |
| ---- | ---------- | ---------- | -------------- | ------- | ------ |
| ۲۰۱۸ | من خودم من | اسمه       | رادیو بی‌بی‌سی ۴ |         | [ ۱۱ ] |
| ۲۰۱۹ | سنگ        | آلیس استون | رادیو بی‌بی‌سی ۴ | ۵ قسمت  | [ ۱۲ ] |